# Luciogobius guttatus
Luciogobius guttatus és una espècie de peix de la família dels gòbids i de l'ordre dels perciformes.

## Morfologia
Els mascles poden assolir els 9,5 cm de longitud total.

## Distribució geogràfica
Es troba a la Xina, la Península de Corea, el Japó, Hong Kong i les Illes Kurils.